# Evangelische Kirche (Stebbach)

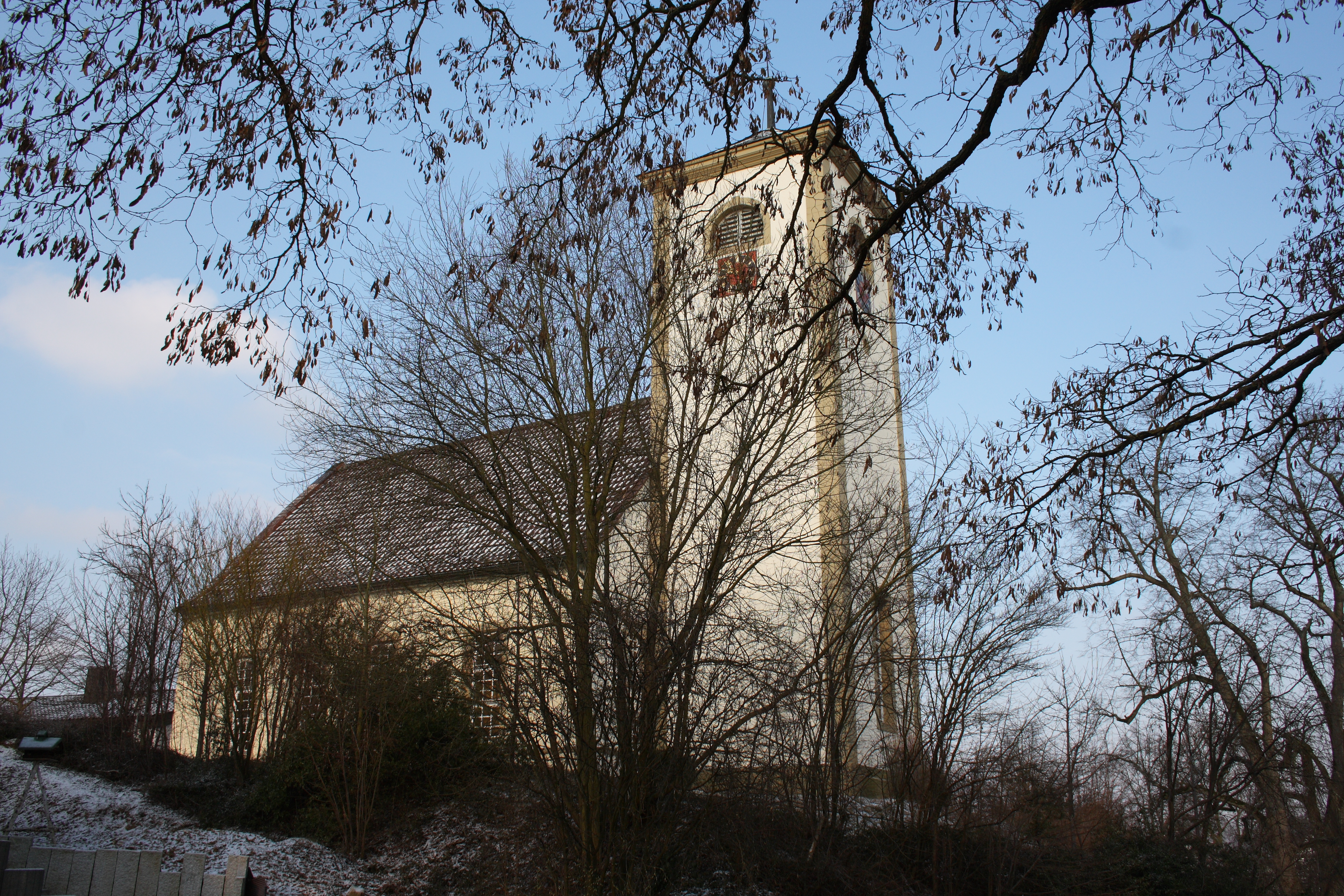
Evangelische Kirche in Stebbach

Die Evangelische Kirche in Stebbach, einem Ortsteil der Gemeinde Gemmingen im Landkreis Heilbronn in Baden-Württemberg, stammt aus dem Mittelalter.

## Geschichte

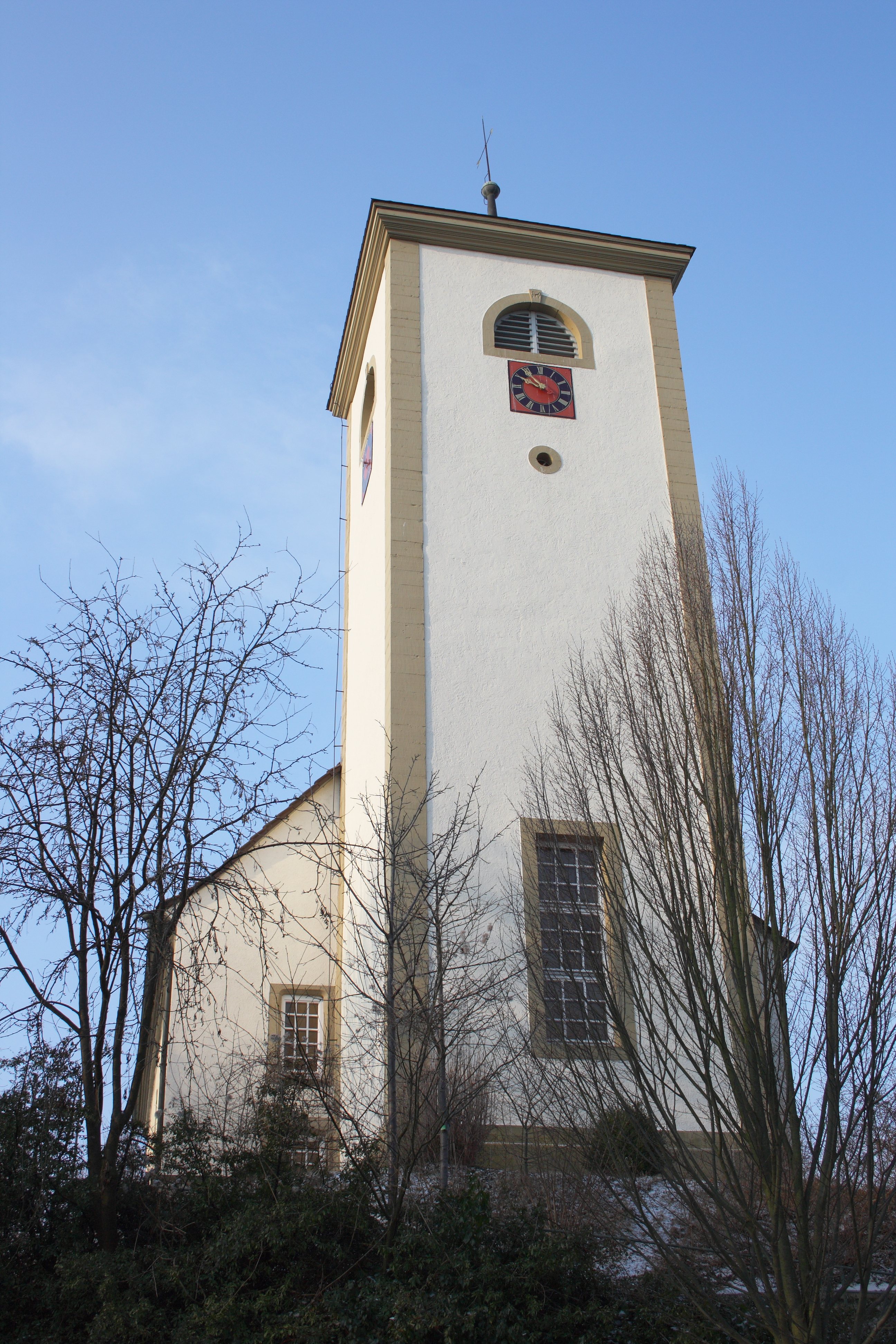
Turm der Kirche

Die erste urkundliche Nennung einer Kirche in Stebbach stammt aus dem Jahr 1398, als Ravan von Mentzingen seine Patronatsrechte über die Pfarreien Stebbach und Gemmingen an seinen Vetter Ulrich abtrat. Das Patronatsrecht in Stebbach war verbunden mit dem Einzug des Großen Zehnten und dem Präsentationsrecht, das heißt dem Recht, den Pfarrer einsetzen zu dürfen, aber auch mit der Pflicht, diesen zu versorgen, sowie mit der Kirchenbaulast. Das Kirchenpatronat wechselte mehrmals und gelangte schließlich an die Grafen von Degenfeld-Schonburg.
Die Stebbacher Kirche war dem heiligen Georg geweiht und eine Filiale von Gemmingen. Als reformierte Kirche war sie eine Filiale von Schluchtern. Von 1545 bis zum Ende des Dreißigjährigen Krieges 1648 wechselte  das Bekenntnis in dem zur Kurpfalz gehörenden Ort Stebbach elfmal.
Seit 1960 hat die Pfarrgemeinde Stebbach keinen eigenen Pfarrer mehr und wird wie vor 500 Jahren von Gemmingen versorgt.

## Architektur
Das Langhaus der Kirche wurde um 1500 erbaut und 1773 renoviert und erweitert. Die Kirche hatte ursprünglich nur einen hölzernen Turm, der um 1835 durch den heutigen steinernen Kirchturm mit Pyramidendach ersetzt wurde.
Im Inneren weist die Kirche eine auf der West- und Südseite umlaufende hölzerne Empore auf. Die Wandnische über dem Altar beherbergte einst eine mechanische Orgel, die in den 1980er Jahren wegen ihres schlechten Zustandes aufgegeben und durch eine elektronische Orgel ersetzt wurde.